# Liste der Straßen in Hamburg-Niendorf

Lage von Niendorf in Hamburg und im Bezirk Eimsbüttel (hellrot)

Die Liste der Straßen in Hamburg-Niendorf ist eine Übersicht der im Hamburger Stadtteil Niendorf vorhandenen Straßen. Sie ist Teil der Liste der Verkehrsflächen in Hamburg.

## Überblick
In Niendorf (Ortsteilnummer 318) leben 42332 Einwohner (Stand: 31. Dezember 2023) auf 12,4 km². Niendorf liegt in den Postleitzahlenbereichen 22453, 22455, 22457 und 22459.
In Niendorf gibt es 211 benannte Verkehrsflächen. Wir finden folgende Motivgruppen (siehe Spalte „Anmerkungen“):
- Volksstämme
- Städte im oder am Harz
- Vögel und ihre Nester (auf -horst endende Straßen)

Eine weitere Motivgruppe wurde nach Widerstandskämpfern und/oder Opfern des Nationalsozialismus benannt, an die das Mahnmal Tisch mit 12 Stühlen des Düsseldorfer Bildhauers Thomas Schütte erinnert. Dieses Mahnmal befindet sich am Kurt-Schill-Weg, die übrigen Straßen liegen im nächsten Umkreis.

## Übersicht der Straßen
Die nachfolgende Tabelle gibt eine Übersicht über alle benannten Verkehrsflächen – Straßen, Plätze und Brücken – im Stadtteil sowie einige dazugehörige Informationen. Im Einzelnen sind dies:
- Name/Lage: aktuelle Bezeichnung der Straße, des Platzes oder der Brücke. Über den Link (Lage) kann die Straße, der Platz oder die Brücke auf verschiedenen Kartendiensten angezeigt werden. Die Geoposition gibt dabei ungefähr die Mitte an. Bei längeren Straßen, die durch zwei oder mehr Stadtteile führen, kann es daher sein, dass die Koordinate in einem anderen Stadtteil liegt.
- Straßenschlüssel: amtlicher Straßenschlüssel, bestehend aus einem Buchstaben (Anfangsbuchstabe der Straße, des Platzes oder der Brücke) und einer dreistelligen Nummer.
- Länge/Maße in Metern:
Hinweis: Die in der Übersicht enthaltenen Längenangaben sind nach mathematischen Regeln auf- oder abgerundete Übersichtswerte, die im Digitalen Atlas Nord[1] mit dem dortigen Maßstab ermittelt wurden. Sie dienen eher Vergleichszwecken und werden, sofern amtliche Werte bekannt sind, ausgetauscht und gesondert gekennzeichnet.
Bei Plätzen sind die Maße in der Form a × b bei rechteckigen Anlagen oder a × b × c bei dreiecksförmigen Anlagen mit a als längster Kante dargestellt.
Der Zusatz (im Stadtteil) gibt an, wie lang die Straße innerhalb des Stadtteils ist, sofern sie durch mehrere Stadtteile verläuft.
- Namensherkunft: Ursprung oder Bezug des Namens.
- Datum der Benennung: Jahr der offiziellen Benennung oder der Ersterwähnung eines Namens, bei Unsicherheiten auch die Angabe eines Zeitraums.
- Anmerkungen: Weitere Informationen bezüglich anliegender Institutionen, der Geschichte der Straße, historischer Bezeichnungen, Baudenkmale usw.
- Bild: Foto der Straße oder eines anliegenden Objektes.

| Name/Lage                           | Straßen- schlüssel | Länge/Maße (in Metern) | Namensherkunft | Datum der Benennung | Anmerkungen | Bild                            |
| ----------------------------------- | ------------------ | ---------------------- | --- | ------------------- | --- | ------------------------------- |
| Adlerhorst (Lage)                   | A031               | 0315                   | nach dem Nest des Adlers | 1967                | Motivgruppe: „Vögel und ihre Nester“ | Adlerhorst                      |
| Alwin-Lippert-Weg (Lage)            | A177               | 0315                   | Alwin Lippert (1846–1902), früherer Hofbesitzer in Niendorf                                                                                     | 1950                | | Alwin-Lippert-Weg               |
| Ambronendamm (Lage)                 | A374               | 0195                   | Ambronen, germanischer Volksstamm | 1947                | Motivgruppe: „Volksstämme“ | Ambronendamm                    |
| Am Langdiek (Lage)                  | A284               | 0215                   | nach einem Flurnamen | 1939                | niederdeutsch Langdiek = langer Teich | Am Langdiek                     |
| Am Langenborn (Lage)                | A285               | 0095                   | nach einem ehemaligen Bach gleichen Namens | 1938                | | Am Langenborn                   |
| Am Martensgehölz (Lage)             | A292               | 0245                   | Carl Dietrich Martens (1852–1936), Bäcker, Gast- und Landwirt                                                                                   | 1951                | Martens vermachte sein später abgeholztes Parkgelände der Gemeinde. | Am Martensgehölz                |
| An der Lohe (Lage)                  | A405               | 0325                   | nach einem Flurnamen | vor 1934            | | An der Lohe                     |
| Andreasberger Weg (Lage)            | A639               | 0295                   | Sankt Andreasberg, Luftkurort im Landkreis Goslar in Niedersachsen                                                                              | 1986                | Motivgruppe: „Städte im und am Harz“ |                                 |
| Auf dem Kollauer Hof (Lage)         | A502               | 0230                   | nach der Lage am Kollauer Hof | 1939                | | Auf dem Kollauer Hof            |
| Bacherweg (Lage)                    | B827               | 0155                   | Walter Bacher (1893–1944), Lehrer, und seine Frau Clara Bacher, Widerstandskämpfer gegen den und Opfer des Nationalsozialismus                  | 1982                | Motivgruppe: „Tisch mit 12 Stühlen“ | Bacherweg                       |
| Bandkampsweg (Lage)                 | B044               | 0325                   | nach einer Flurbezeichnung | vor 1934            | | Bandkampsweg                    |
| Bansgraben (Lage)                   | B049               | 0515                   | nach dem Flurnamen Bomsgraben | vor 1950            | | Bansgraben                      |
| Bataverweg (Lage)                   | B093               | 0360                   | Bataver, germanischer Volksstamm | 1950                | Motivgruppe: „Volksstämme“ | Bataverweg                      |
| Bayernweg (Lage)                    | B121               | 1200                   | Bayern, mitteleuropäischer Volksstamm | 1966                | Motivgruppe: „Volksstämme“ | Bayernweg                       |
| Beckstedtweg (Lage)                 | B128               | 0240                   | Johannes Joachim Beckstedt (1764–1816), Grobschmied, Hofbesitzer und Vogt                                                                       | 1948                | bis 1948: Beekwisch | Beckstedtweg                    |
| Bei der Pulvermühle (Lage)          | B181               | 0405                   | nach der Lage an der um 1632 erbauten Pulvermühle                                                                                               | vor 1934            | | Bei der Pulvermühle             |
| Beim Grootsee (Lage)                | B842               | 0190                   | nach der Lage am nördlich gelegenen Grootsee | 1986                | niederdeutsch groot = groß | Beim Grotsee                    |
| Bei St. Ansgar (Lage)               | B847               | 0155                   | nach der Lage bei der St.-Ansgar-Kirche | 1988                | | Bei St. Ansgar                  |
| Bekstück (Lage)                     | B232               | 0315                   | nach einem Flurnamen | vor 1934            | | Bekstück                        |
| Berenberg-Gossler-Weg (Lage)        | B860               | 0070                   | nach der Bankiersfamilie Berenberg-Gossler, die in Niendorf umfangreichen Grundbesitz hatte                                                     | 1993                | | Berenberg-Gossler-Weg           |
| Bernburger Weg (Lage)               | B813               | 0120                   | Bernburg (Saale), Kreisstadt in Sachsen-Anhalt                                                                                                  | 1980                | Motivgruppe: „Städte im und am Harz“ | Bernburger Weg                  |
| Bernwardkoppel (Lage)               | B290               | 0300                   | Bernward von Hildesheim (950 od. 960–1022), Bischof von Hildesheim                                                                              | 1948                | vor 1948: Timm-Kröger-Weg | Bernwardkoppel                  |
| Bindfeldweg (Lage)                  | B349               | 0455                   | nach einem Flurnamen | vor 1934            | | Bindfeldweg                     |
| Birkengrund (Lage)                  | B880               | 0155                   | nach dem dort vorhandenen Birkenbestand | 2004                | Fußweg | Birkengrund                     |
| Blankenburger Weg (Lage)            | B383               | 0400                   | Blankenburg (Harz), Stadt im Landkreis Harz in Sachsen-Anhalt                                                                                   | 1953                | Motivgruppe: „Städte im und am Harz“ | Blankenburger Weg               |
| Blaukehlchenweg (Lage)              | B390               | 0205                   | nach der gleichnamigen Singvogelart | 1958                | | Blaukehlchenweg                 |
| Boltens Allee (Lage)                | B464               | 0334                   | Claus Bolten (1842–1913), Viehkommissionär | vor 1934            | Bolten war Vorbesitzer des Geländes und lebte von 1875 bis 1895 in Niendorf. | Boltens Allee                   |
| Bondenwald (Lage)                   | B466               | 1440                   | nach einer Flurbezeichnung | 1948                | | Bondenwald                      |
| Borndeel (Lage)                     | B493               | 0195                   | nach einem Flurnamen, der für eine Niederung mit einem Brunnen oder einer Quelle steht                                                          | 1945                | | Borndeel                        |
| Brandfurt (Lage)                    | B553               | 0410                   | nach einem 1588 erstmals erwähnten Flurnamen | 1952                | | Brandfurt                       |
| Braunlager Weg (Lage)               | B564               | 0275                   | Braunlage, Luftkurort im Landkreis Goslar in Niedersachsen                                                                                      | 1965                | Motivgruppe: „Städte im und am Harz“ | Braunlager Weg                  |
| Broockkampsweg (Lage)               | B617               | 0615                   | nach der ehemaligen Lage der Straße in einer feuchten Niederung (Broo(c)k)                                                                      | vor 1934            | | Broockkampsweg                  |
| Bruktererweg (Lage)                 | B804               | 0135                   | Brukterer, germanischer Volksstamm | 1978                | Motivgruppe: „Volksstämme“ | Bruktererweg                    |
| Burgunderweg (Lage)                 | B720               | 1065                   | Burgunden, ostgermanischer Volksstamm | 1965                | Motivgruppe: „Volksstämme“ | Burgunderweg                    |
| Chaukenweg (Lage)                   | C023               | 0365                   | Chauken, germanischer Volksstamm | 1950                | Motivgruppe: „Volksstämme“ | Chaukenweg                      |
| Cord-Dreyer-Weg (Lage)              | C049               | 0355                   | Cord Dreyer (1836–1912), Stellmachermeister | 1945                | Dreyer war von 1881 bis 1899 Vogt in Niendorf. vor 1945: Hermann-Schmidt-Weg | Cord-Dreyer-Weg                 |
| Dohlenhorst (Lage)                  | D136               | 0250                   | nach dem Nest der Dohle | vor 1934            | Motivgruppe: „Vögel und ihre Nester“ | Dohlenhorst                     |
| Duderstädter Weg (Lage)             | D211               | 0120                   | Duderstadt, Stadt im Landkreis Göttingen in Niedersachsen                                                                                       | 1963                | Motivgruppe: „Städte im und am Harz“ | Duderstädter Weg                |
| Düpweg (Lage)                       | D217               | 0275                   | nach dem Flurnamen Düp für tiefliegendes, feuchtes Land                                                                                         | 1932                | | Düpweg                          |
| Ebersteinweg (Lage)                 | E009               | 0220                   | Ernst Albrecht von Eberstein (1605–1676), Heerführer im Dreißigjährigen Krieg                                                                   | 1948                | vor 1948: Gorch-Fock-Weg |                                 |
| Eichenhag (Lage)                    | E057               | 0090                   | zur Erinnerung an die früher hier vorhandenen ausgedehnten Eichenwälder                                                                         | vor 1938            | | Eichenhag                       |
| Emmy-Beckmann-Weg (Lage)            | E294               | 0490                   | Emmy Beckmann (1880–1967), Pädagogin und FDP-Politikerin                                                                                        | 1980                | | Emmy-Beckmann-Weg               |
| Engernweg (Lage)                    | E185               | 1205                   | Engern, germanischer Volksstamm | 1948                | | Engernweg                       |
| Ernst-Mittelbach-Ring (Lage)        | E298               | 0820                   | Ernst Mittelbach (1903–1944), Gewerbelehrer, Opfer des Nationalsozialismus                                                                      | 1982                | Motivgruppe: „Tisch mit 12 Stühlen“ | Ernst-Mittelbach-Ring           |
| Ernst-Mittelbach-Stieg (Lage)       | E319               | 0085                   | in Anlehnung an den Ernst-Mittelbach-Ring | 1987                | Motivgruppe: „Tisch mit 12 Stühlen“ | Ernst-Mittelbach-Stieg          |
| Eulenhorst (Lage)                   | E255               | 0195                   | nach dem Nest der Eule | vor 1934            | Motivgruppe: „Vögel und ihre Nester“ | Eulenhorst (HH-Niendorf)        |
| Friederike-Büscher-Wanderweg (Lage) | F355               | 0640                   | Friederike Büscher (1913–2004), SPD-Politikerin                                                                                                 | 2015                | | Friederike-Büscher-Wanderweg    |
| Friedrich-Ebert-Straße (Lage)       | F232               | 1355                   | Friedrich Ebert (1871–1925), SPD-Politiker, Reichspräsident der Weimarer Republik                                                               | 1945                | vor 1933: Pinneberger Straße, von 1933 bis 1945: Adolf-Hitler-Straße | Friedrich-Ebert-Straße          |
| Fuhlsbütteler Weg (Lage)            | F277               | 1050                   | Hamburger Stadtteil Fuhlsbüttel | 1951                | | Fuhlsbütteler Weg               |
| Gandersheimer Weg (Lage)            | G013               | 0295                   | Stift Gandersheim | 1948                | | Gandersheimer Weg               |
| Garstedter Eck (Lage)               | G019               | 0415                   | in Anlehnung an den Garstedter Weg | 1966                | | Garstedter Eck                  |
| Garstedter Weg (Lage)               | G020               | 3615                   | Garstedt, Ortsteil von Norderstedt | 1903                | | Garstedter Weg                  |
| Georg-Appel-Straße (Lage)           | G424               | 0370                   | Georg Appel (1901–1944), Widerstandskämpfer gegen den und Opfer des Nationalsozialismus                                                         | 1982                | Motivgruppe: „Tisch mit 12 Stühlen“ | Georg-Appel-Straße              |
| Gepidenweg (Lage)                   | G064               | 0055                   | Gepiden, ostgermanischer Volksstamm | 1950                | Motivgruppe: „Volksstämme“ | Gepidenweg                      |
| Germanenweg (Lage)                  | G076               | 0250                   | Germanen, Gruppe mehrerer Volksstämme | 1965                | Motivgruppe: „Volksstämme“ | Germanenweg                     |
| Gernroder Weg (Lage)                | G079               | 0265                   | Gernrode, Ortsteil von Quedlinburg im Landkreis Harz in Sachsen-Anhalt                                                                          | 1951                | Motivgruppe: „Städte im und am Harz“ | Gernroder Weg                   |
| Geroweg (Lage)                      | G080               | 0200                   | Gero († 965), ostsächsischer Graf | 1948                | vor 1948: Kiebitzweg | Geroweg                         |
| Goslarer Weg (Lage)                 | G174               | 0210                   | Goslar, Stadt in Niedersachsen | 1963                | Motivgruppe: „Städte im und am Harz“ |                                 |
| Gotenweg (Lage)                     | G178               | 0350                   | Goten, ostgermanischer Volksstamm | vor 1936            | Motivgruppe: „Volkssämme“ | Gotenweg                        |
| Gottschalkweg (Lage)                | G183               | 0380                   | Gottschalk von Orbais (* um 803; † um 869), Gelehrter, Mönch und Dichter, oder Gottschalk der Wende († 1066), christlicher Missionar            | 1948                | Lt. Beckershaus ist nicht restlos klar, welcher der beiden Herren als Namensgeber für die Straße in Frage kommt, Hanke nennt nur den 1066 verstorbenen Obotritenfürsten. vor 1948: Fehrsweg |                                 |
| Graf-Anton-Weg (Lage)               | G194               | 0585                   | Anton I., Schauenburger Graf, regierte von 1510 bis 1526                                                                                        | 1948                | vor 1948: Kleekamp | Graf-Anton-Weg                  |
| Groß Borsteler Straße (Lage)        | G256               | 0430                   | Hamburger Stadtteil Groß Borstel | vor 1934            | | Groß Borsteler Straße           |
| Grotkoppelweg (Lage)                | G303               | 0395                   | nach einem Flurnamen | vor 1938            | | Grotkoppelweg                   |
| Habichthorst (Lage)                 | H006               | 0565                   | nach dem Nest des Habichts | vor 1962            | Motivgruppe: „Vögel und ihre Nester“ | Habichthorst                    |
| Hadermanns Weg (Lage)               | H013               | 0510                   | nach der Sage von Hadermanns Brautfahrt | 1948                | vor 1948: Schnelsener Weg | Hadermanns Weg                  |
| Hadubrandheide (Lage)               | H015               | 0155                   | Hadubrand, Sagenfigur aus dem Hildebrandslied                                                                                                   | 1948                | vor 1948: Siegfriedstraße | Hadubrandheide                  |
| Hainholz (Lage)                     | H050               | 0750                   | nach einer Flurbezeichnung | vor 1934            | | Hainholz (HH-Niendorf)          |
| Halberstädter Weg (Lage)            | H056               | 0120                   | Halberstadt, Stadt im Landkreis Harz in Sachsen-Anhalt                                                                                          | 1963                | Motivgruppe: „Städte im oder am Harz“ | Halberstädter Weg               |
| Haldenstieg (Lage)                  | H058               | 0310 (im Stadtteil)    | nach früher hier befindlichen Schutthalden | 1951                | östlich der Tarpenbek in Groß Borstel | Haldenstieg                     |
| Hanne-Mertens-Weg (Lage)            | H769               | 0225                   | Hanne Mertens (1909–1945), Schauspielerin, Widerstandskämpferin gegen den und Opfer des Nationalsozialismus                                     | 1982                | Motivgruppe: „Tisch mit 12 Stühlen“ | Hanne-Mertens-Weg               |
| Harzburger Weg (Lage)               | H158               | 0415                   | Bad Harzburg, Stadt im Landkreis Goslar in Niedersachsen                                                                                        | 1961                | Motivgruppe: „Städte im oder am Harz“ | Harzburger Weg                  |
| Hasenheide (Lage)                   | H170               | 0380                   | nach einer Flurbezeichnung | vor 1938            | Hase leitet sich von Hass ab, einer Bezeichnung für Sumpf oder Moor. | Hasenheide                      |
| Hegereiterweg (Lage)                | H230               | 0240                   | nach einer Bezeichnung für die berittene Forstaufsicht                                                                                          | vor 1934            | | Hegereiterweg                   |
| Helvetierweg (Lage)                 | H341               | 0195                   | Helvetier, keltischer Volksstamm | 1959                | Motivgruppe: „Volksstämme“ | Helvetierweg                    |
| Hermundurenweg (Lage)               | H379               | 0235                   | Hermunduren, germanischer Volksstamm | 1961                | Motivgruppe: „Volksstämme“ | Hermendurenweg                  |
| Herulerweg (Lage)                   | H388               | 0165                   | Heruler, ostgermanischer Volksstamm | 1947                | Motivgruppe: „Volksstämme“ | Herulerweg                      |
| Herzog-Bruno-Weg (Lage)             | H396               | 0310                   | Brun (830/840–880), Stammvater der Brunonen | 1948                | vor 1948: Grashof | Herzog-Bruno-Weg                |
| Hessenweg (Lage)                    | H400               | 0325                   | Hessen, germanischer Volksstamm | 1961                | Motivgruppe: „Volksstämme“ | Hessenweg                       |
| Hildesheimer Stieg (Lage)           | H428               | 0405                   | in Anlehnung an den Hildesheimer Weg | 1950                | | Hildesheimer Stieg              |
| Hildesheimer Weg (Lage)             | H429               | 0390                   | vermutlich in Anlehnung an die nahe Bernwardkoppel, die nach dem Hildesheimer Bischof Bernward benannt wurde                                    | 1948                | | Hildesheimer Weg                |
| Hinschkoppel (Lage)                 | H794               | 0245                   | nach der Niendorfer Familie Hinsch, die seit 1677 Vorbesitzer des Geländes war                                                                  | 1990                | | Hinschkoppel                    |
| Hollwören (Lage)                    | H579               | 0330                   | nach einer Flurbezeichnung | 1948                | | Hollwören                       |
| Hubertusweg (Lage)                  | H653               | 0215                   | Hubertus von Lüttich (* um 655; † 727), Bischof von Maastricht und Lüttich                                                                      | vor 1938            | | Hubertusweg                     |
| Ilsenburger Weg (Lage)              | I021               | 0095                   | Ilsenburg, Stadt im Landkreis Harz in Sachsen-Anhalt                                                                                            | 1967                | Motivgruppe: „Städte im oder am Harz“ |                                 |
| Jagdgrund (Lage)                    | J016               | 0130                   | frei gewählter Name | 1939                | | Jagdgrund                       |
| Jägerdamm (Lage)                    | J008               | 0760                   | nach dem gleichnamigen Begriff aus der Jagd | vor 1934            | Die Straße liegt komplett im Stadtteil, lediglich die Grundstücke 15 und 15a befinden sich auf dem Gebiet von Schnelsen. |                                 |
| Joachim-Mähl-Straße (Lage)          | J053               | 0380                   | Joachim Mähl (1827–1909), niederdeutscher Dichter und Lehrer                                                                                    | vor 1934            | | Joachim-Mähl-Straße             |
| Johannkamp (Lage)                   | J069               | 0255                   | nach einer Flurbezeichnung | vor 1950            | | Johannkamp                      |
| John-Chretien-Wanderweg (Lage)      | J155               | 0315                   | John Chretien (1902–1999), Niendorfer Kunstmaler                                                                                                | 2015                | | John-Chretien-Wanderweg         |
| Joseph-Norden-Weg (Lage)            | J128               | 0100                   | Joseph Norden (1870–1943), Rabbiner, Opfer des Nationalsozialismus                                                                              | 1982                | Motivgruppe: „Tisch mit 12 Stühlen“ | Joseph-Norden-Weg               |
| Kamploh (Lage)                      | K052               | 0160                   | nach einer Flurbezeichnung | 1952                | | Kamploh                         |
| Karl-Gustav-Weg (Lage)              | K074               | 0205                   | Karl X. Gustav (1622–1660), schwedischer König von 1654 bis 1660                                                                                | 1948                | vor 1948: Obhof | Karl-Gustav-Weg                 |
| Kassubenweg (Lage)                  | K568               | 0210                   | Kassuben, westslawischer Volksstamm | 1978                | Motivgruppe: „Volksstämme“ | Kassubenweg                     |
| Kellerbleek (Lage)                  | K127               | 0075 (im Stadtteil)    | nach den Begriffen „Keller“ für Hünengräber und „Bleek“ für ein ebenes, freies Stück Land                                                       | 1948                | komplette Straßenfläche und östliche Straßenseite ab Bahnbrücke nördlich in Groß Borstel, Grundstücke 3 und 5 auf westlicher Seite in Niendorf, südlich der Bahnbrücke komplett in Lokstedt | Kellerbleek                     |
| Keltenstieg (Lage)                  | K569               | 0180                   | in Anlehnung an den Keltenweg | 1978                | Motivgruppe: „Volksstämme“ | Keltenstieg                     |
| Keltenweg (Lage)                    | K130               | 0955                   | Kelten, europäischer Volksstamm | 1952                | Motivgruppe: „Volksstämme“ | Keltenweg                       |
| Kimbernstieg (Lage)                 | K553               | 0280                   | Kimbern, germanischer Volksstamm | 1974                | Motivgruppe: „Volksstämme“ | Kimbernstieg                    |
| Kimbernstraße (Lage)                | K552               | 0255                   | Kimbern, germanischer Volksstamm | 1974                | Motivgruppe: „Volksstämme“ | Kimbernstraße                   |
| Köbenbusch (Lage)                   | K306               | 0130                   | nach einer Flurbezeichnung | 1945                | | Köbenbusch                      |
| Kollaukamp (Lage)                   | K349               | 0165                   | nach einem Flurnamen | vor 1938            | | Kollaukamp                      |
| Kollaustraße (Lage)                 | K349               | 1475 (im Stadtteil)    | Kollau, Nebenfluss der Tarpenbek | 1948                | südlich der Bahnbrücke in Lokstedt | Kollaustraße (HH-Niendorf)      |
| König-Heinrich-Weg (Lage)           | K319               | 2630                   | Heinrich I. (* um 876; † 936), Herzog von Sachsen, später König des Ostfrankenreiches                                                           | 1948                | vor 1948: Erikastraße | König-Heinrich-Weg              |
| Kopischweg (Lage)                   | K366               | 0420                   | August Kopisch (1799–1853), Erfinder, Maler und Schriftsteller                                                                                  | 1948                | vor 1948: Hermann-Löns-Weg | Kopischweg                      |
| Krähenweg (Lage)                    | K395               | 0690                   | frei gewählter Name | 1934                | | Krähenweg                       |
| Kranichhorst (Lage)                 | K404               | 0130                   | nach dem Nest des Kranichs | vor 1934            | Motivgruppe: „Vögel und ihre Nester“ | Kranichhorst                    |
| Krohnstieg (Lage)                   | K285               | 0325 (im Stadtteil)    | nach der alteingesessenen Bauernfamilie Krohn in Langenhorn                                                                                     | 1950                | Westlich des Krohnstieg-Tunnels liegt der Krohnstieg in Niendorf, östlich verläuft er zunächst auf einer Länge von 220 Metern in Norderstedt auf schleswig-holsteinischem Gebiet, bevor er in östlicher Richtung durch Langenhorn führt. In Fuhlsbüttel befindet sich die Straße nur im Zuge des Tunnels; Teil der Bundesstraße 433 und des Rings 3. | Krohnstieg (HH-Niendorf)        |
| Kurt-Ledien-Weg (Lage)              | K583               | 0145                   | Kurt Ledien (1893–1945), Jurist, Widerstandskämpfer gegen den und Opfer des Nationalsozialismus                                                 | 1982                | Motivgruppe: „Tisch mit 12 Stühlen“ | Kurt-Ledien-Weg                 |
| Kurt-Schill-Weg (Lage)              | K580               | 0210                   | Kurt Schill (1911–1944), Chemigraph, Widerstandskämpfer gegen den und Opfer des Nationalsozialismus                                             | 1982                | Motivgruppe: „Tisch mit 12 Stühlen“ | Kurt-Schill-Weg                 |
| Langenhorst (Lage)                  | L051               | 0490                   | nach einem Flurnamen | 1949                | | Langenhorst                     |
| Langobardenweg (Lage)               | L066               | 0310                   | Langobarden, elbgermanischer Volksstamm | 1948                | vor 1948: Sandkamp | Langobardenweg                  |
| Lausitzerweg (Lage)                 | L366               | 0240                   | Lausitz, deutsch-polnische Region | 1980                | | Lausitzerweg                    |
| Lauterberger Weg (Lage)             | L093               | 0270                   | Bad Lauterberg im Harz, Stadt im Landkreis Göttingen in Niedersachsen                                                                           | 1967                | Motivgruppe: „Städte im oder am Harz“ | Lauterberger Weg                |
| Lehmoor (Lage)                      | L110               | 0250                   | nach einem Flurnamen | vor 1934            | | Lehmoor                         |
| Lewetzauweg (Lage)                  | L156               | 0210                   | Albert Philipp von Lewetzau (1789–1817), Landdrost in Pinneberg                                                                                 | 1948                | vor 1948: Fichteweg |                                 |
| Lokstedter Holt (Lage)              | L239               | 0430                   | nach einem früher zu Lokstedt gehörenden Waldstück                                                                                              | 1945                | | Lokstedter Holt                 |
| Lurchweg (Lage)                     | L314               | 0190                   | nach dem amphibischen Wirbeltier | 1951                | | Lurchweg                        |
| Lütt Kollau (Lage)                  | L288               | 0245                   | nach einem alten Flurnamen | 1945                | Das Gelände lag an der alten Kollaumühle, die am Zusammenfluss von Tarpenbek und Kollau stand. | Lütt Kollau                     |
| Maaßweg (Lage)                      | M005               | 0065                   | David Maaß (1822–1880), von 1876 bis 1880 Gemeindevorsteher in Niendorf                                                                         | 1948                | vor 1948: Meisenweg | Maaßweg                         |
| Margaretha-Rothe-Weg (Lage)         | M398               | 0095                   | Margaretha Rothe (1919–1945), Medizinstudentin, Widerstandskämpferin gegen den und Opfer des Nationalsozialismus                                | 1982                | Motivgruppe: „Tisch mit 12 Stühlen“ | Margaretha-Rothe-Weg            |
| Märkerweg (Lage)                    | M010               | 1225                   | Märker, Bewohner der Mark Brandenburg | 1952                | Motivgruppe: „Volksstämme“ | Märkerweg                       |
| Markomannenweg (Lage)               | M056               | 0770                   | Markomannen, germanischer Volksstamm | 1950                | Motivgruppe: „Volksstämme“ | Markomannenweg                  |
| Marsenweg (Lage)                    | M391               | 0130                   | nach der Flurbezeichnung Auf dem Marsenkamp | 1978                | | Marsenweg                       |
| Max-Zelck-Straße (Lage)             | M410               | 0475                   | Max Zelck (1878–1965), SPD-Politiker, Verfolgter des Nationalsozialismus                                                                        | 1986                | | Max-Zelck-Straße                |
| Mechthildweg (Lage)                 | M105               | 0170                   | Ehefrau des ersten, namentlich bekannten Siedlers in Niendorf (um 1347)                                                                         | 1948                | siehe auch Ulferusweg | Mechthildweg                    |
| Mölenwisch (Lage)                   | M217               | 0200                   | nach einer Flurbezeichnung, die auf die ehemalige Pulvermühle hinweist                                                                          | 1939                | niederdeutsch Möhl = Mühle | Mölenwisch                      |
| Moordamm (Lage)                     | M257               | 0480                   | nach der Lage am früheren Ohmoor | 1947                | | Moordamm                        |
| Moorflagen (Lage)                   | M259               | 0485                   | nach einer Flurbezeichnung | 1948                | | Moorflagen                      |
| Moorrand (Lage)                     | M273               | 0245                   | nach der Lage am Rand des Ohmoors | 1949                | | Moorrand                        |
| Münchhausenweg (Lage)               | M332               | 0380                   | Johann von Münchhausen (um 1529), Landdrost in Pinneberg                                                                                        | 1948                | vor 1948: Sandkamp | Münchhausenweg                  |
| Niendorfer Brücke (Lage)            | –                  | 0010 (im Stadtteil)    | nach Lage und Funktion | 1931                | überquert die Tarpenbek und verbindet die Borsteler Straße auf Niendorfer mit dem Niendorfer Weg auf Groß Borsteler Seite; lt. Straßenverzeichnis nur in Groß Borstel, lt. Grundkarte westliche Brückenhälfte in Niendorf, da die Stadtteilgrenze durch die Tarpenbek verläuft                                                                       | Niendorfer Brücke               |
| Niendorfer Gehege (Lage)            | N112               | 1880 (im Stadtteil)    | nach dem gleichnamigen Freizeitgebiet, durch das die Straße zum Teil führt                                                                      | 1948                | bis zur Einmündung der Vogt-Kölln-Straße komplett in Eidelstedt, weiter nördlich für etwa 365 Meter nur die westliche Straßenhälfte, östliche Seite in Niendorf, wie auch der weitere Verlauf | Niendorfer Gehege (HH-Niendorf) |
| Niendorfer Höhe (Lage)              | N113               | 0235                   | nach der erhöhten Lage im Stadtteil | 1962                | | Niendorfer Höhe                 |
| Niendorfer Kirchenweg (Lage)        | N114               | 0720                   | nach der Funktion zur Kirche führend | 1948                | | Niendorfer Kirchenweg           |
| Niendorfer Marktplatz (Lage)        | N155               | 0155                   | nach Lage und Funktion im Stadtteil | 1948                | Kein Platz im herkömmlichen Sinne, sondern ein Straßenzug. vor 1948: Marktplatz | Niendorfer Marktplatz           |
| Niendorfer Straße (Lage)            | N116               | 0350 (im Stadtteil)    | nach dem teilweisen Verlauf im Stadtteil | 1899                | südlich der Kollau in Lokstedt | Niendorfer Straße (HH-Niendorf) |
| Nienkamp (Lage)                     | N118               | 0525                   | nach einem Flurnamen | vor 1938            | | Nienkamp                        |
| Nordalbingerweg (Lage)              | N151               | 0560                   | Nordalbingier, Stammesgruppe der Sachsen | 1948                | Motivgruppe: „Volksstämme“ | Nordalbingerweg                 |
| Nordhäuser Weg (Lage)               | N162               | 0205                   | Nordhausen, Stadt in Thüringen | 1951                | Motivgruppe: „Städte im oder am Harz“ |                                 |
| Oertzenstraße (Lage)                | O040               | 0090                   | Jasper von Oertzen (1616–1657), deutsch-dänischer Hofmarschall, von 1648 bis 1657 Landdrost in Pinneberg                                        | 1948                | vor 1948: Hebbelweg |                                 |
| Ohmoor (Lage)                       | O070               | 1070                   | nach dem ehemaligen, später trockengelegten und besiedelten Ohmoor                                                                              | 1948                | vor 1948: Wikingerweg | Ohmoor                          |
| Ohmoorring (Lage)                   | O201               | 0570                   | in Anlehnung an die Straße Ohmoor | 1981                | | Ohmoorring                      |
| Oldesloer Straße (Lage)             | O081               | 0170 (im Stadtteil)    | Bad Oldesloe, Kreisstadt des Kreises Stormarn in Schleswig-Holstein                                                                             |                     | nur östliche Straßenhälfte zwischen Abzweigung Swebenweg und der Landesgrenze zu Schleswig-Holstein, ansonsten in Schnelsen; das Jahr der Benennung konnte nicht ermittelt werden, da die Straße weder bei Beckershaus noch bei Hanke aufgeführt ist                                                                                                 | Oldesloer Straße                |
| Ordulfstraße (Lage)                 | O113               | 0705                   | Ordulf († 1072), Herzog von Sachsen | 1948                | vor 1948: Maacks Allee und Fritz-Reuter-Straße | Ordulfstraße                    |
| Ostfalenweg (Lage)                  | O151               | 0485                   | Ostfalen, Stammesgruppe der Sachsen | 1948                | | Ostfalenweg                     |
| Otto-Bierstedt-Wanderweg (Lage)     | O224               | 0885                   | Otto Bierstedt (1914–1997) Ortsamtsleiter in Lokstedt von 1962 bis 1979                                                                         | 2015                | | Otto-Bierstedt-Wanderweg        |
| Papenreye (Lage)                    | P245               | 0780 (im Stadtteil)    | nach einem Flurnamen | 1980                | östlich der Tarpenbek in Groß Borstel | Papenreye (HH-Niendorf)         |
| Paßborghöhe (Lage)                  | P044               | 0225                   | nach der seit dem 17. Jahrhundert in Niendorf ansässigen Bauernfamilie Paßborg                                                                  | 1948                | | Paßborghöhe                     |
| Paul-Dieroff-Weg (Lage)             | P252               | 0125                   | Paul Dieroff (1928–1944), Schüler, Opfer des Nationalsozialismus                                                                                | 1991                | | Paul-Dieroff-Weg                |
| Paul-Sorge-Straße (Lage)            | P048               | 2195                   | Paul Sorge (1876–1944), Gärtner | 1948                | Sorge kam 1910 von Lokstedt nach Niendorf und bekleidete hier lange Jahre die Ämter des Gemeindevorstehers bzw. des stellvertretenden Gemeindevorstehers. vor 1948: Jägerstraße | Paul-Sorge-Straße               |
| Perckentinweg (Lage)                | P066               | 0575                   | Gebhard Ulrich von Perckentin (1689–1766), Landdrost in Pinneberg                                                                               | 1948                | vor 1948: Claudiusweg |                                 |
| Polabenstieg (Lage)                 | P233               | 0180                   | Polaben, westslawischer Volksstamm | 1974                | Motivgruppe: „Volksstämme“ | Polabenstieg                    |
| Pommernweg (Lage)                   | P160               | 0220                   | Pomoranen, westslawischer Volksstamm | 1950                | Motivgruppe: „Volksstämme“ | Pommernweg                      |
| Promenadenstraße (Lage)             | P207               | 0335                   | | 1907                | Die Herkunft des Namens ist unbekannt, die Straße war ursprünglich ein Privatweg des Lippertschen Hofes. | Promenadenstraße                |
| Quadenstieg (Lage)                  | Q016               | 0105                   | in Anlehnung an den Quadenweg | 1979                | Motivgruppe: „Volksstämme“ | Quadenstieg                     |
| Quadenweg (Lage)                    | Q001               | 0565                   | Quaden, germanischer Volksstamm | 1961                | Motivgruppe: „Volksstämme“ | Quadenweg                       |
| Quedlinburger Weg (Lage)            | Q004               | 1030                   | Quedlinburg, Stadt im Landkreis Harz in Sachsen-Anhalt                                                                                          | 1948                | Motivgruppe: „Städte im oder am Harz“ |                                 |
| Rahmoor (Lage)                      | R030               | 0030                   | nach einem Flurnamen | vor 1934            | | Rahmoor                         |
| Rahweg (Lage)                       | R033               | 0945                   | nach einem Flurnamen | 1974                | | Rahweg                          |
| Rebhuhnweg (Lage)                   | R068               | 0595                   | nach dem gleichnamigen Hühnervogel | 1932                | | Rebhuhnweg                      |
| Regenpfeiferweg (Lage)              | R094               | 0200                   | nach dem gleichnamigen Watvogel | 1958                | | Regenpfeiferweg                 |
| Reinhold-Meyer-Straße (Lage)        | R429               | 0440                   | Reinhold Meyer (1920–1944), Buchhändler, Widerstandskämpfer gegen den und Opfer des Nationalsozialismus                                         | 1982                | Motivgruppe: „Tisch mit 12 Stühlen“ | Reinhold-Meyer-Straße           |
| Reitbahn (Lage)                     | R139               | 0190                   | nach einem früher hier gelegenen Reitstall nebst Reitplatz                                                                                      | 1950                | | Reitbahn (HH-Niendorf)          |
| Robert-Blum-Straße (Lage)           | R215               | 0385                   | Robert Blum (1807–1848), Politiker, Dichter und Verleger                                                                                        | 1948                | vor 1948: Ohldörp | Robert-Blum-Straße              |
| Rudolf-Klug-Weg (Lage)              | R430               | 0090                   | Rudolf Klug (1905–1944), Pädagoge, Widerstandskämpfer gegen den und Opfer des Nationalsozialismus                                               | 1982                | Motivgruppe: „Tisch mit 12 Stühlen“ | Rudolf-Klug-Weg                 |
| Rugierweg (Lage)                    | R362               | 0265                   | Rugier, ostgermanischer Volksstamm | 1965                | Motivgruppe: „Volksstämme“ | Rugierweg                       |
| Rumland (Lage)                      | R438               | 0370                   | nach der Lage beim ehemaligen Kleingartenverein gleichen Namens                                                                                 | 1989                | | Rumland                         |
| Sachsenstieg (Lage)                 | S007               | 1560                   | in Anlehnung an den Sachsenweg | 1952                | Motivgruppe: „Volksstämme“ | Sachsenstieg                    |
| Sachsenweg (Lage)                   | S010               | 1350                   | Sachsen, westgermanischer Völkerverband | 1950                | Motivgruppe: „Volksstämme“ | Sachsenweg                      |
| Salierweg (Lage)                    | S017               | 0180                   | Salier, ostfränkisches Adelsgeschlecht | 1950                | | Salierweg                       |
| Schippelsweg (Lage)                 | S176               | 0945                   | nach einem Flurnamen | vor 1934            | Namensgeber der Haltestelle der U2 | Schippelsweg                    |
| Schmiedekoppel (Lage)               | S919               | 1055                   | nach der Lage bei einer ehemaligen Schmiede | 1991                | | Schmiedekoppel                  |
| Schönweg (Lage)                     | S271               | 0090                   | Johann Matthias Albrecht Schön (1800–1870), Mediziner und Autor                                                                                 | vor 1934            | | Schönweg                        |
| Schwabenstieg (Lage)                | S335               | 0185                   | Schwaben, germanischer Volksstamm | 1961                | Motivgruppe: „Volksstämme“ | Schwabenstieg                   |
| Schwalbenweg (Lage)                 | S338               | 0290                   | nach dem gleichnamigen Singvogel | vor 1938            | | Schwalbenweg                    |
| Schwedenkamp (Lage)                 | S352               | 0190                   | zur Erinnerung an die schwedische Armee, die 1657 und 1700 durch diese Gegend zog, um sich bei Pinneberg Gefechte mit den Dänen zu liefern      | 1948                | | Schwedenkamp                    |
| Seesrein (Lage)                     | S387               | 0385                   | nach einem Flurnamen | 1963                | | Seesrein                        |
| Semnonenweg (Lage)                  | S402               | 0205                   | Semnonen, germanischer Volksstamm | 1948                | Motivgruppe: „Volksstämme“ vor 1948: Flachsbarg | Semnonenweg                     |
| Sethweg (Lage)                      | S411               | 0780                   | nach einem Flurnamen | 1924                | |                                 |
| Siebensternweg (Lage)               | S423               | 0330                   | nach einer in der Nähe gelegenen gleichnamigen Kleingartenkolonie                                                                               | 1950                | | Siebensternweg                  |
| Sootbörn (Lage)                     | S504               | 0855                   | nach dem niederdeutschen Wort Soot für Brunnen, Börn od. Born = Quelle                                                                          | 1948                | | Sootbörn                        |
| Sperberhorst (Lage)                 | S843               | 0515                   | nach dem Nest des Sperbers | 1971                | Motivgruppe: „Vögel und ihre Nester“ | Sperberhorst                    |
| Sperlingsweg (Lage)                 | S685               | 0685                   | nach dem gleichnamigen Singvogel | vor 1934            | | Sperlingsweg                    |
| Steendammswisch (Lage)              | S606               | 0535                   | nach einem Flurnamen | vor 1934            | | Steendammswisch                 |
| Steinhoffweg (Lage)                 | S644               | 0340                   | Johann Steinhoff (1847–1902), Zimmermann, von 1899 bis 1902 Gemeindevorsteher in Niendorf                                                       | 1948                | vor 1948: Finkenweg | Steinhoffweg                    |
| Sugambrerweg (Lage)                 | S804               | 0600                   | Sugambrer, westgermanischer Volksstamm | 1953                | Motivgruppe: „Volksstämme“ | Sugambrerweg                    |
| Swebenweg (Lage)                    | S826               | 1785                   | Sweben, Stammesgruppe germanischer Völker | 1952                | Motivgruppe: „Volksstämme“ | Swebenweg                       |
| Teutonenweg (Lage)                  | T050               | 1005                   | Teutonen, germanischer Volksstamm | 1961                | Motivgruppe: „Volksstämme“ vor 1961 Teil des Rahwegs | Teutonenweg                     |
| Theodor-Körner-Weg (Lage)           | T056               | 0200                   | Theodor Körner (1791–1813), Dichter | vor 1956            | | Theodor-Körner-Weg              |
| Thüreystraße (Lage)                 | T126               | 0265                   | Paul Thürey (1903–1944), Maschinenbauer, und Magda Thürey (1899–1945), Lehrerin, Widerstandskämpfer gegen den und Opfer des Nationalsozialismus | 1982                | Motivgruppe: „Tisch mit 12 Stühlen“ | Thüreystraße                    |
| Thüringerweg (Lage)                 | T196               | 0310                   | Thüringer, westgermanischer Volksstamm | 1970                | Motivgruppe: „Volksstämme“ | Thüringerweg                    |
| Tibarg (Lage)                       | T080               | 0720                   | nach einer Flurbezeichnung | 1948                | Der Name Tibarg leitet sich von Thingstätte ab, eine Bezeichnung für einen Versammlungs- oder Richtplatz. | Tibarg                          |
| Turonenweg (Lage)                   | T186               | 0270                   | Turonen, gallischer Volksstamm | 1959                | Motivgruppe: „Volksstämme“ | Turonenweg                      |
| Ubierweg (Lage)                     | U001               | 0265                   | Ubier, westgermanischer Volksstamm | 1960                | Motivgruppe: „Volksstämme“ | Ubierweg                        |
| Ulferusweg (Lage)                   | U018               | 0305                   | nach dem ältesten, namentlich bekannten Siedler Niendorfs (um 1347)                                                                             | 1948                | siehe auch Mechthildweg vor 1948: Kornweg | Ulferusweg                      |
| Vielohweg (Lage)                    | V036               | 1405 (im Stadtteil)    | nach einem Flurnamen | vor 1925            | westlich des Vielohgrabens in Schnelsen | Vielohweg                       |
| Vienenburger Weg (Lage)             | V038               | 0105                   | Vienenburg, Ortsteil von Goslar in Niedersachsen                                                                                                | 1966                | Motivgruppe: „Städte im oder am Harz“ | Vienenburger Weg                |
| Vierenkamp (Lage)                   | V147               | 0345                   | nach einem Flurnamen | 2000                | | Vierenkamp                      |
| Vietinghoffweg (Lage)               | V046               | 0205                   | Friedrich von Vietinghoff (1624–1691), dänischer Hofmeister, Landdrost in Pinneberg                                                             | 1962                | | Vietinghoffweg                  |
| Vogt-Cordes-Damm (Lage)             | V065               | 0440                   | Wilhelm Cordes (1859–1933), Gemeindevorsteher (Vogt) in Niendorf von 1902 bis 1916                                                              | 1948                | vor 1948: Bornweg | Vogt-Cordes-Damm                |
| Vogt-Kölln-Straße (Lage)            | V067               | 0270 (im Stadtteil)    | nach der Familie Kölln, die von 1598 bis 1828 die Vögte in der Gemeinde Schnelsen stellte                                                       | 1928                | südlich der Bahngleise in Stellingen, nördlich davon bis zur Kollau komplett in Eidelstedt, zwischen Kollaustraße und der Straße Niendorfer Gehege nur die westliche Straßenhälfte, östliche Hälfte in Niendorf | Vogt-Kölln-Straße               |
| Wagrierweg (Lage)                   | W015               | 0855                   | Wagrier, Teilstamm der Abodriten | 1952                | Motivgruppe: „Volksstämme“ | Wagrierweg                      |
| Walter-Schüler-Weg (Lage)           | W048               | 0215                   | Walter Schüler (1899–1945), Rechtsanwalt, Opfer des Nationalsozialismus                                                                         | 1948                | vor 1948: Fasanenweg | Walter-Schüler-Weg              |
| Warnenweg (Lage)                    | W456               | 0280                   | Warnen, germanischer Volksstamm | 1978                | Motivgruppe: „Volksstämme“ | Warnenweg                       |
| Wendlohstraße (Lage)                | W167               | 1575 (im Stadtteil)    | nach dem Gut Wendlohe in Schnelsen | vor 1934            | westlich der Kollau in Schnelsen | Wendlohstraße                   |
| Wernigeroder Weg (Lage)             | W179               | 0530                   | Wernigerode, Stadt am Harz in Sachsen-Anhalt | 1951                | Motivgruppe: „Städte im oder am Harz“ | Wernigeroder Weg                |
| Wieddüp (Lage)                      | W230               | 0430                   | nach einer Flurbezeichnung | vor 1934            | | Wieddüp                         |
| Wildgrund (Lage)                    | W265               | 0130                   | frei gewählter Name | 1948                | | Wildgrund                       |
| Willhoop (Lage)                     | W288               | 0180                   | nach einem Flurnamen | 1950                | | Willhoop                        |
| Wilzenweg (Lage)                    | W445               | 0250                   | Wilzen, westslawischer Stammesverband | 1974                | Motivgruppe: „Volksstämme“ | Wilzenweg                       |
| Zum Markt (Lage)                    | Z077               | 0230                   | nach der Funktion zu der sich anschließenden Marktfläche führend                                                                                | 1986                | | Zum Markt                       |
| Zum Niendorfer Grenzhaus (Lage)     | Z077               | 0065                   | nach der Lage | 2002                | nur östliche Straßenhälfte des nördlichen Teils in Niendorf, ansonsten in Schnelsen | Zum Niendorfer Grenzhaus        |